# 凱南·羅斯戴爾
凱南·羅斯戴爾 （英語：Keiynan Lonsdale，1991年12月19日—） 是一位澳大利亞男演員、舞蹈演員及創作歌手。
他最為人所知的電視劇角色是2012-2013年美國廣播公司 《舞蹈學院》（英語：Dance Academy）中的舞蹈學生 奧立佛（英語：Oliver Lloyd），從2015開始在 CW電視網《閃電俠》和《明日傳奇》中飾演閃電小子 （Kid Flash）華利·威斯特（Wally West）；還出演了電影《分歧者2：叛亂者》、《絕命救援》、《親愛的初戀》。他也在MTV電視台擔任VJ，並發行了原創音樂。

## 早期生活
凱南·羅斯戴爾 出生於澳洲悉尼，父親是奈及利亞埃多人，澳大利亞籍的媽媽則是愛爾蘭人和丹麥人後裔。他有十一个兄弟姊妹，在妈妈这边还有三個哥哥和兩個姊姊，爸爸身邊也还有六個兄弟姊妹。

## 事業
凱南·羅斯戴爾 在2007年得到他第一份演員的工作，在電影《眼花撩亂：舞蹈之旅》中有一段跳舞的部分。第二年，他也在澳洲電視劇醫療劇《聖徒》（All Saints）中出演一集。
凱南·羅斯戴爾 在2012年澳大利亞青少年電視劇《舞蹈學院》（英語：Dance Academy）第二季中成為常規演員，他的角色 奧立佛（英語：Oliver Lloyd）在第三季中變成固定角色。
他曾在MTV電視台擔任的VJ約兩年半的時間。2014年，他在 iTunes 釋出了第一張單曲 《唯一的愛》（One and Only）。然後2015年在《分歧者2：叛亂者》中飾演配角 烏利亞·帕杜雷德（Uriah Pedrad），在2016年《分歧者3：赤誠者》中也有短暫的出演。2016年，他的單曲《Higher》被網路紅人Connor Franta收錄在策展合輯《Common Culture, volume 5》的第八首。之後在歷史劇《絕命救援》參與海上救援中飾演最年輕的 艾登·海南（Eldon Hanon）。
2015年他參加了「火風暴」傑斐遜·傑克遜的角色試鏡，在 CW電視網《閃電俠》第二季中的常規角色，最後這個角色給了 法蘭茲・德拉梅（Franz Drameh）；相反地，凱南·羅斯戴爾 飾演 華利·威斯特（Kid Flash），就是後來成為英雄的閃電小子（Kid Flash）， 華利·威斯特的父親根本不知道有這個兒子存在。2017年，他的角色閃電小子離開了《閃電俠》並在《明日傳奇》中繼續以閃電小子（Kid Flash）亮相。那年凱南·羅斯戴爾 飾演的角色閃電小子也在《女超人》中客串一集。
2018年，凱南·羅斯戴爾 在改編自貝琪·艾伯塔利（Becky Albertalli）所著的小說《西蒙和他的出櫃日誌》（Simon vs. the Homo Sapiens Agenda）的電影《親愛的初戀》中飾演布萊姆，由同志導演格雷格·柏蘭帝執導，這是一部關於青少年男孩出櫃與掙扎的故事。凱南·羅斯戴爾 說這個角色幫助他逐漸接受自己的性取向。發行後，此部影片得到許多評論家積極的讚賞，並被稱為有歷史意義的電影，因為這是有史以來好萊塢六巨頭製片公司發行、面向北美主流電影市場的同性戀題材青春愛情片。
凱南·羅斯戴爾 也發行迷你專輯包括2015年《Higher》、2017年《美好生活》（Good Life）和2018年《親親男孩》（Kiss The Boy）。

## 個人生活
2017年凱南·羅斯戴爾 拍攝《親愛的初戀》過程中大方出櫃，他在接受美國媒體專訪時說到：「這部片的確很有啟發性，也許是受到劇情的感染，我在殺青酒會上很自然地就告訴大家『嘿！其實我也是同志！』，沒想到整個劇組反應都超淡定的，就回我說『喔！酷！』，讓我覺得相當自在。」 然而，2018年他在《好萊塢報導》的訪問中澄清：他不喜歡特別對他的性取向貼標籤。

## 專輯

### 迷你專輯
| 專輯名稱      | 專輯內容                                       |
| ------------- | ---------------------------------------------- |
| Higher Vol. 1 | - 發行日期: 2015年12月6日 - 出版方式: 數位下載 |

### Ｍusic Videos
| 年份 | 歌曲名稱 | 專輯名稱      | 導演          |
| ---- | -------- | ------------- | ------------- |
| 2015 | "Higher" | Higher Vol. 1 | Elliot Knight |

### 歌曲
| 歌曲名稱                         | 年份 | 專輯名稱                              |
| -------------------------------- | ---- | ------------------------------------- |
| 算我的 Lay It on Me (with Kasbo) | 2017 | 我們不知道的地方 Places We Don't Know |
| 美好生活 Good Life               | 2017 | N/A                                   |
| 親親男孩 Kiss the Boy            | 2018 | N/A                                   |

## 作品列表

### 電影
| 年份 | 名稱                                                            | 角色                                               | 備註                               |
| ---- | --------------------------------------------------------------- | -------------------------------------------------- | ---------------------------------- |
| 2007 | 眼花繚亂：舞蹈之旅/超炫花招 Razzle Dazzle: A Journey Into Dance | 伊麗莎白小姐的舞蹈團 Miss Elizabeth's Dance Troupe |                                    |
| 2015 | 分歧者2：叛亂者 The Divergent Series: Insurgent                 | 烏利亞·帕杜雷德 Uriah Pedrad                       |                                    |
| 2016 | 分歧者3：赤誠者 The Divergent Series: Allegiant                 | 烏利亞·帕杜雷德 Uriah Pedrad                       |                                    |
| 2016 | 絕命救援 The Finest Hours                                       | 艾登·海南 Eldon Hanon                              |                                    |
| 2017 | 舞蹈學院（電影版） Dance Academy: The Movie                     | 奧立佛 Oliver Lloyd                                | 此片為《舞蹈學院》電視連續劇的續集 |
| 2017 | 社群謎網 Like.Share.Follow.                                     | 蓋瑞特 Garrett                                     |                                    |
| 2018 | 親愛的初戀 Love, Simon                                          | 布萊姆·格林菲爾德 Bram Greenfeld                   |                                    |

### 影集
| 年份            | 名稱                            | 角色                                      | 備註                                                                 |
| --------------- | ------------------------------- | ----------------------------------------- | -------------------------------------------------------------------- |
| 2008            | 聖徒 All Saints                 | 柯瑞 Corey                                | 集數: "Sons and Lovers"                                              |
| 2012–2013       | 舞蹈學院 Dance Academy          | 奧立佛 Oliver Lloyd                       | 第二季-第三季共26集 從第二季開始為常駐角色，於第三季起成為主要角色。 |
| 2015–2018、2020 | 閃電俠 (2014年電視劇) The Flash | 華利·威斯特/閃電小子 Wally West/Kid Flash | 第2–3季：主演。第4-6季：客串。                                       |
| 2017            | 明日傳奇 Legends of Tomorrow    | 華利·威斯特/閃電小子 Wally West/Kid Flash | 第3季：主演                                                          |
| 2017            | 女超人 (電視劇) Supergirl       | 華利·威斯特/閃電小子 Wally West/Kid Flash | 第三季第八集:連動集《地球X的危機》                                   |

## 外部連結
- 凱南·羅斯戴爾在互联网电影资料库（IMDb）上的資料（英文）